# العلاقات الفرنسية النيبالية
العلاقات الفرنسية النيبالية هي العلاقات الثنائية التي تجمع بين فرنسا ونيبال.

## مقارنة بين البلدين
هذه مقارنة عامة ومرجعية للدولتين:
| وجه المقارنة                                              | فرنسا                                                    | نيبال                               |
| --------------------------------------------------------- | -------------------------------------------------------- | ----------------------------------- |
| المساحة (كم2)                                             | 643.80 ألف                                               | 147.18 ألف                          |
| عدد السكان (نسمة)                                         | 67.12 مليون                                              | 29.40 مليون                         |
| الكثافة السكانية (ن./كم²)                                 | 104.26                                                   | 199.76                              |
| العاصمة                                                   | باريس                                                    | كاتماندو                            |
| اللغة الرسمية                                             | لغة فرنسية                                               | اللغة النيبالية                     |
| العملة                                                    | يورو، فرنك س ف ب، فرنك فرنسي، Livre tournois ‏            | روبية نيبالية                       |
| الناتج المحلي الإجمالي (بليون دولار)                      | 2.58 تريليون                                             | 24.47 مليار                         |
| الناتج المحلي الإجمالي (تعادل القوة الشرائية) بليون دولار | 2.87 تريليون                                             | 70.20 مليار                         |
| الناتج المحلي الإجمالي الاسمي للفرد دولار أمريكي          | 36.20 ألف                                                | 743                                 |
| الناتج المحلي الإجمالي للفرد دولار أمريكي                 | 39.33 ألف                                                | 2.37 ألف                            |
| مؤشر التنمية البشرية                                      | 0.888                                                    | 0.548                               |
| رمز المكالمات الدولي                                      | +33                                                      | +977                                |
| رمز الإنترنت                                              | .fr، .bzh ‏، .tf، .re، .wf، .yt، .pm، .paris              | .np                                 |
| المنطقة الزمنية                                           | أوروبا/باريس ‏، توقيت وسط أوروبا، توقيت وسط أوروبا الصيفي | ت ع م+05:45، التوقيت الموحد لنيبال ‏ |

## منظمات دولية مشتركة
يشترك البلدان في عضوية مجموعة من المنظمات الدولية، منها:
| علم المنظمة | اسم المنظمة                               | تاريخ انضمام فرنسا | تاريخ انضمام نيبال |
| ----------- | ----------------------------------------- | ------------------ | ------------------ |
|             | مؤسسة التنمية الدولية                     | 30 ديسمبر 1960     | 6 مارس 1963        |
|             | يونسكو                                    | 4 نوفمبر 1946      | 1 مايو 1953        |
|             | مؤسسة التمويل الدولية                     | 20 يوليو 1956      | 7 يناير 1966       |
|             | منظمة حظر الأسلحة الكيميائية              | ?                  | ?                  |
|             | الأمم المتحدة                             | 24 أكتوبر 1945     | 14 ديسمبر 1955     |
|             | منظمة الشرطة الجنائية الدولية             | ?                  | ?                  |
|             | البنك الدولي للإنشاء والتعمير             | 27 ديسمبر 1945     | 6 سبتمبر 1961      |
|             | الاتحاد البريدي العالمي                   | ?                  | ?                  |
|             | المركز الدولي لتسوية المنازعات الاستشارية | 20 سبتمبر 1967     | 6 فبراير 1969      |
|             | وكالة ضمان الاستثمار متعدد الأطراف        | 28 ديسمبر 1989     | 9 فبراير 1994      |
|             | بنك التنمية الآسيوي                       | 1970               | 1966               |
|             | منظمة التجارة العالمية                    | 1995               | ?                  |
|             | الفريق المعني برصد الأرض                  | ?                  | ?                  |

## وصلات خارجية
- موقع وزارة الخارجية الفرنسية
- موقع وزارة الخارجية النيبالية